# Premio Pulitzer per la poesia
Il premio Pulitzer per la poesia esiste fin dal 1922 e viene assegnato ogni anno dall'apposita giuria ad un autore statunitense per un'opera originale in versi. Citazioni speciali per la poesia comunque furono emesse negli anni 1918 e 1919.

## Assegnatari
Gli assegnatari del Premio Pulitzer per la poesia dall'anno della sua istituzione sono (con indicazione del titolo in lingua originale dell'opera premiata):
Anni 1920
- 1922: Collected Poems di Edwin Arlington Robinson
- 1923: The Ballad of the Harp-Weaver: A Few Figs from Thistles: Eight Sonnets in American Poetry, 1922. A Miscellany di Edna St. Vincent Millay
- 1924: New Hampshire: A Poem with Notes and Grace Notes di Robert Frost
- 1925: The Man Who Died Twice di Edwin Arlington Robinson
- 1926: What's O'Clock di Amy Lowell (premio assegnato postumo)
- 1927: Fiddler's Farewell di Leonora Speyer
- 1928: Tristram di Edwin Arlington Robinson
- 1929: John Brown's Body di Stephen Vincent Benét

Anni 1930
- 1930: Selected Poems di Conrad Aiken
- 1931: Collected Poems di Robert Frost
- 1932: The Flowering Stone di George Dillon
- 1933: Conquistador di Archibald MacLeish
- 1934: Collected Verse di Robert Hillyer
- 1935: Bright Ambush di Audrey Wurdemann
- 1936: Strange Holiness di Robert P. T. Coffin
- 1937: A Further Range di Robert Frost
- 1938: Cold Morning Sky di Marya Zaturenska
- 1939: Selected Poems di John Gould Fletcher

Anni 1940
- 1940: Collected Poems di Mark Van Doren
- 1941: Sunderland Capture di Leonard Bacon
- 1942: The Dust Which Is God di William Rose Benét
- 1943: A Witness Tree di Robert Frost
- 1944: Western Star di Stephen Vincent Benét
- 1945: V-Letter and Other Poems di Karl Shapiro
- 1946: premio non assegnato
- 1947: Lord Weary's Castle di Robert Lowell
- 1948: The Age of Anxiety di W. H. Auden
- 1949: Terror and Decorum di Peter Viereck

Anni 1950
- 1950: Annie Allen di Gwendolyn Brooks
- 1951: Complete Poems di Carl Sandburg
- 1952: Collected Poems di Marianne Moore
- 1953: Collected Poems 1917–1952 di Archibald MacLeish
- 1954: The Waking di Theodore Roethke
- 1955: Collected Poems di Wallace Stevens
- 1956: Poems - North & South di Elizabeth Bishop
- 1957: Things of This World di Richard Wilbur
- 1958: Promises: Poems 1954-1956 di Robert Penn Warren
- 1959: Selected Poems 1928-1958 di Stanley Kunitz

Anni 1960
- 1960: Heart's Needle di W. D. Snodgrass
- 1961: Times Three: Selected Verse From Three Decades di Phyllis McGinley
- 1962: Poems di Alan Dugan
- 1963: Pictures from Brueghel di William Carlos Williams
- 1964: At The End Of The Open Road di Louis Simpson
- 1965: 77 Dream Songs di John Berryman
- 1966: Selected Poems di Richard Eberhart
- 1967: Live or Die di Anne Sexton
- 1968: The Hard Hours di Anthony Hecht
- 1969: Of Being Numerous di George Oppen

Anni 1970
- 1970: Untitled Subjects di Richard Howard
- 1971: The Carrier of Ladders di William S. Merwin
- 1972: Collected Poems di James Wright
- 1973: Up Country di Maxine Kumin
- 1974: The Dolphin di Robert Lowell
- 1975: Turtle Island di Gary Snyder
- 1976: Self-portrait in a Convex Mirror di John Ashbery
- 1977: Divine Comedies di James Merrill
- 1978: Collected Poems di Howard Nemerov
- 1979: Now and Then di Robert Penn Warren

Anni 1980
- 1980: Selected Poems di Donald Justice
- 1981: The Morning of the Poem di James Schuyler
- 1982: The Collected Poems di Sylvia Plath
- 1983: Selected Poems di Galway Kinnell
- 1984: American Primitive di Mary Oliver
- 1985: Yin di Carolyn Kizer
- 1986: The Flying Change di Henry S. Taylor
- 1987: Thomas and Beulah di Rita Dove
- 1988: Partial Accounts: New and Selected Poems di William Meredith
- 1989: New and Collected Poems di Richard Wilbur

Anni 1990
- 1990: The World Doesn't End di Charles Simić
- 1991: Near Changes di Mona Van Duyn
- 1992: Selected Poems di James Tate
- 1993: The Wild Iris di Louise Glück
- 1994: Neon Vernacular: New and Selected Poems di Yusef Komunyakaa
- 1995: The Simple Truth di Philip Levine
- 1996: The Dream of the Unified Field di Jorie Graham
- 1997: Alive Together: New and Selected Poems di Lisel Mueller
- 1998: Black Zodiac di Charles Wright
- 1999: Blizzard of One di Mark Strand

Anni 2000
- 2000: Repair di C. K. Williams
- 2001: Different Hours di Stephen Dunn
- 2002: Practical Gods di Carl Dennis
- 2003: Moy Sand and Gravel di Paul Muldoon
- 2004: Walking to Martha's Vineyard di Franz Wright
- 2005: Delights & Shadows di Ted Kooser
- 2006: Late Wife di Claudia Emerson
- 2007: Native Guard di Natasha Trethewey
- 2008: Time and Materials di Robert Hass e Failure di Philip Schultz
- 2009: The Shadow of Sirius di W.S. Merwin

Anni 2010
- 2010: Versed di Rae Armantrout
- 2011: The Best of It: New and Selected Poems di Kay Ryan
- 2012: Life on Mars di Tracy K. Smith
- 2013: Stag's Leap di Sharon Olds
- 2014: 3 Sections di Vijay Seshadri
- 2015: Digest di Gregory Pardlo
- 2016: Ozone Journal di Peter Balakian
- 2017: Olio di Tyehimba Jess
- 2018: Half-Light: Collected Poems 1965-2016 di Frank Bidart
- 2019: Be With di Forrest Gander

 Anni 2020
- 2020: The Tradition di Jericho Brown
- 2021: Postcolonial Love Poem di Natalie Diaz
- 2022: frank: sonnets di Diane Seuss
- 2023: Then the War: And Selected Poems, 2007-2020 di Carl Phillips[2]
- 2024: Tripas: Poems di Brandon Som
- 2025: New and Selected Poems di Marie Howe